# 巨头鳄属
巨头鳄属（学名：Bharitalasuchus）是引鳄科的一属，生存於三疊紀中期的印度。

## 下属物种
本属包括以下物种：
- 塔氏巨头鳄 Bharitalasuchus tapani Ezcurra, Bandyopadhyay & Gower, 2021 [2]